# آنری اریه
آنری اریه (انگلیسی: Henri Oreiller; ۵ دسامبر ۱۹۲۵ – ۷ اکتبر ۱۹۶۲) اسکی‌باز آلپاین اهل فرانسه بود.